# هارالد فرستاد
هارالد فرستاد (نروژی: Harald Færstad; ۲ دسامبر ۱۸۸۹ – ۱۰ ژوئیهٔ ۱۹۷۹) ژیمناست هنری اهل نروژ بود.